# Lilia Aragón
Lilia Aragón  (Cuautla, Morelos, 1938. szeptember 22. – Cuernavaca, 2021. augusztus 2.) mexikói színésznő, politikus.

## Magánélete
Négy gyermeke született: Gabriela, Enrique, Alejandro és Pablo. Öt unokája van.

## Filmográfia

### Telenovellák
- Mujeres de negro (2016) .... Catalina de Lombardo
- Simplemente María (2016) .... Constanza
- Hasta el fin del mundo (2015) .... Yuba
- Rabok és szeretők (Amores verdaderos)  (2012) .... Odette Andrade, Longoria özvegye
- Esperanza del corazón (2011) .... "La Tocha"
- La esposa virgen (2005) .... Aurelia Betancourt de Ortiz
- Rubí, az elbűvölő szörnyeteg (Rubí) (2004) .... Nora Navarro
- Velo de novia (2003) .... Enriqueta Valverde Vda. de Del Moral
- María del Carmen (Abrázame muy fuerte) (2000) .... Efigenia de la Cruz y Fereira
- María (1997) .... Rosaura
- Pueblo chico, infierno grande (1997) .... La Tapanca
- La sombra del otro (1996) .... Marina Morales
- Más allá del puente (1994) .... Ofelia Villalba Vda. de Fuentes
- De frente al sol (1992) .... Ofelia Villalba Vda. de Fuentes
- Cuando llega el amor (1990) .... Elena / Helen Rivers
- La casa al final de la calle (1989) .... Iris Carrillo
- Cuna de lobos (1986) .... Rosalía Mendoza
- Un solo corazón (1983) .... Graciela
- Déjame vivir (1982) .... Dalia
- J.J. Juez (1979-1980) .... Gilda
- Donde termina el camino (1978)
- Rosalía (1978)
- Los bandidos del río frío (1976) .... Severa
- Ven conmigo (1975)
- Las fieras (1972) .... Gina
- Mis tres amores (1972) .... Arlette
- Angelitos negros (1970) .... Jova
- El mariachi (1970)